# دهستان گرده
دهستان گرده نام دهستانی در بخش مرکزی شهرستان نمین، استان اردبیل در ایران است. براساس سرشماری مرکز آمار ایران در سال ۱۳۸۵، جمعیت آن ۲۷۳۱ نفر (۷۱۵ خانوار) بوده‌است.